# Александер Штольц
Александер Штольц (нім. Alexander Stolz, нар. 13 жовтня 1983, Пфорцгайм) — німецький футболіст, воротар клубу «Гоффенгайм 1899».

## Ігрова кар'єра
Штольц розпочав свою кар'єру в 2004 році в клубі Регіоналліги Південь «Неттінген», де зіграв у 18 матчах.
Влітку 2005 року він перейшов до другої команди «Штутгарта», а наступного року був відданий в оренду в «Гоффенгайм 1899». Після його повернення в червні 2007 року він став третім воротарем першої команди «Штутгарта». Дебютував у стартовому складі першої команди 19 липня 2008 року в першому матчі останнього туру Кубка Інтертото проти «Сатурна» (Раменське). З сезону 2008/09 був другим воротарем після Єнса Леманна, витіснивши за місця на лавці Свена Ульрайха. 5 березня 2009 року «Штольц» продовжив контракт зі «Штутгартом» до червня 2012 року. Після завершення кар'єри Леманна влітку 2010 року, Штольц програв конкуренцію Ульрайх, а після підписання Марка Циглера знову став третім воротарем команди.
24 січня 2012 року після дострокового припинення контракту з «Штутгартом» перейшов у «Карлсруе СК», що був під загрозою вильоту з другого дивізіону, але новий тренер Маркус Каучінскі жодного разу не випустив Штольца на поле і через півроку його контракт знову було розірвано.
Після одного року без клубу, 21 серпня 2013 року підписав угоду до кінця сезону з клубом «Гоффенгайм 1899», де також став запасним воротарем. Дебютував в Бундеслізі 6 квітня 2014 року у виїзному матчі проти «Герти» (1:1), коли він замінив травмованого Кун Кастельса на 73-й хвилині. Цей матч так і залишився єдиним для воротаря у вищому дивізіоні.